# Dibotryon morbosum

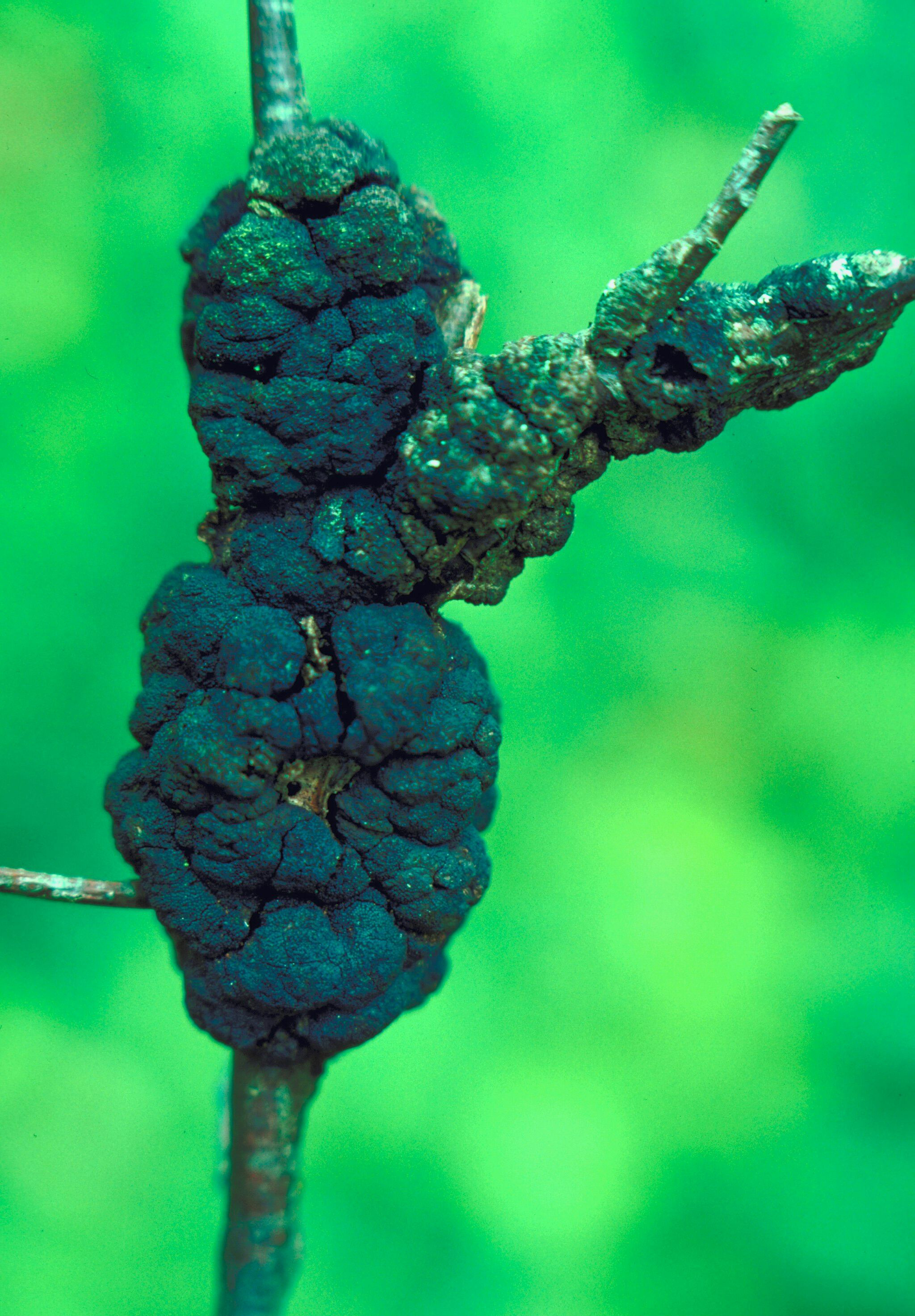

Dibotryon morbosum, también conocido como Apiosporina morbosa o Plowrightia morbosum, es un patógeno de la familia Venturiaceae que afecta árboles del género Prunus. Este patógeno es la principal causa del nudo negro, una enfermedad que solamente afecta a los árboles de este género, especialmente aquellos que viven en la región del noreste. El género prunus se compone de la ciruela, la cereza, el melocotón y otros tipos de árboles similares.

## Nudo negro
El nudo negro fue clasificado como una enfermedad desastrosa en 1811 en Massachusetts porque destruyó árboles de cerezas y ciruelas. Esta enfermedad, sin embargo, fue descrita en el año 1821 por L.D. Schweinitz, un científico que hizo contribuciones importantes a la micología, como resultado de una expedición para capturar algunos ejemplares de hongos en Pennsylvania. Después, él y otros micólogos estudiaron el comportamiento del nudo negro y descubrieron que esta enfermedad ataca árboles susceptibles que están rodeados por árboles que no son susceptibles. También descubrieron que reduce el número de árboles de frutas y obstaculiza su crecimiento. Esta enfermedad provoca estrés al árbol, de modo que puede debilitarlo hasta el punto que se hace susceptible a otras enfermedades causada por otros patógenos o morir.
El nudo negro aparece frecuentemente en las ramas de los árboles, pero también puede ocurrir en sus troncos. Las ramas que son afectadas solamente pueden vivir por algunos años. Los árboles con muchas infecciones de nudo negro terminan deformados porque no tiene la energía para crecer normalmente.
El nudo negro se puede notar en una rama cuando parece que está hinchada, como si tuviera un tumor,  y el “tumor” es de color negro. Este “tumor” puede medir de 1 a 30 centímetros y tener una circunferencia de 1 a 2 pulgadas. Aunque este “tumor” puede llegar a ser muy grande, toma un par de estaciones para alcanzar su tamaño máximo. Por ejemplo, pasa casi un año antes de que la rama tenga una estructura similar a la de un tumor. Esta enfermedad comienza a crecer en la primavera, y los primeros síntomas que se notan son pequeñas inflamaciones que son suaves y color marrón. En el verano, sin embargo, esta inflamaciones se ponen de color verde. Después de dos o más estaciones, las inflamaciones se endurecen y ponen negras cuando la enfermedad madura por completo. Por tener un proceso de infección muy largo, esta enfermedad se ha convertido en una gran amenaza para los árboles y es muy difícil para los productores de frutas y micólogos notarla.

## Reproducción
El Dibotryon morbosum, que vive en el nudo negro, se reproduce dos inviernos después de que se desarrolló en un árbol. El proceso de reproducción comienza cuando el patógeno produce ascosporas, esporas sexuales, por dos o tres semanas continuamente. Después, el patógeno hace uso de la lluvia y el viento para difundir sus esporas sexuales en árboles susceptibles y aumentar sus posibilidades de supervivencia.

## Medidas de prevención
A pesar de que este agente patógeno y el nudo negro son muy peligrosos, están relativamente controlados hoy. Muchos productores de frutas han decidido cultivar árboles que tienen resistencia fuerte contra las ascosporas. También, algunos de ellos utilizan fungicidas para controlar el crecimiento del nudo negro y son más conscientes de dónde plantar sus árboles: en lugares donde no se ha reportado el nudo negro y no hay ningún árbol abandonado.